# محطة قطار عقاز
محطةعقاز هي محطة قطار جزائرية تقع في إقليم بلدية عقاز ، بولاية معسكر .

## موقع في السكك الحديدية
تقع المحطة على خط الجزائر - وهران ، حيث تسبقها محطة سيج وتتبعها محطة وادي تليلات .

## خدمة الركاب

### الخدمة
تخدم محطة أوغاز القطارات الإقليمية:
- وهران - الشلف ؛
- وهران - غليزان .

## أنظر أيضا

### مَقالات ذات صلة
- خط من الجزائر إلى وهران
- قائمة محطات القطارات في الجزائر

### روابط خارجية
- "SNTF". Société nationale des transports ferroviaires (SNTF). مؤرشف من الأصل في 2025-07-02..